# 石田真敏
石田 真敏（いしだ まさとし、1952年〈昭和27年〉4月11日 - ）は、日本の政治家。自由民主党所属の衆議院議員（9期）。
衆議院地方創生に関する特別委員長、総務大臣（第22代）、財務副大臣（麻生内閣）、和歌山県海南市長（2期）、和歌山県議会議員（3期）、衆議院法務委員長を歴任した。

## 概説

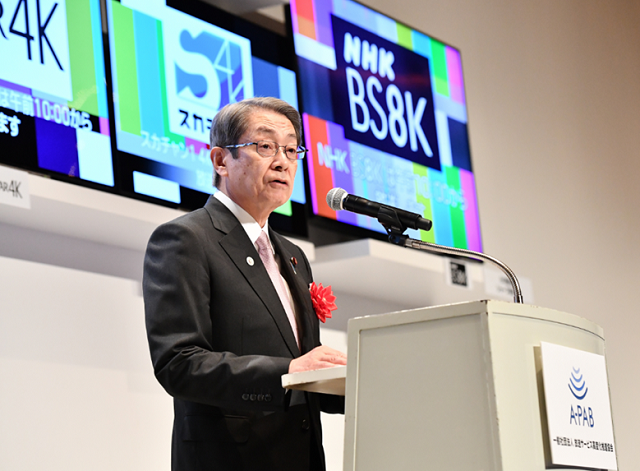
新4K8K衛星放送開始セレモニーにて（2018年12月1日）

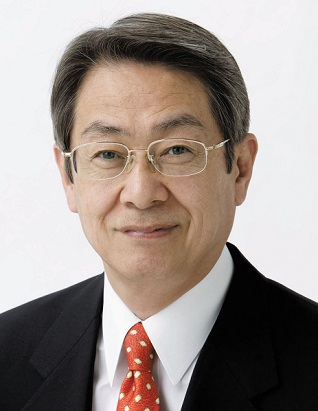
総務大臣就任に際し公表された肖像写真（2018年）

和歌山県海南市生まれ。海南市の洋服商を父に、5人兄姉の末っ子。和歌山県立海南高等学校、早稲田大学政治経済学部政治学科卒業。大学卒業後、坊秀男衆議院議員の秘書を務める。
1983年、和歌山県議会議員選挙に出馬し、初当選した。県議を3期務めた後、1995年に海南市長選挙に出馬し、当選。市長を2期務める。
2002年、岸本光造の死去に伴う衆議院和歌山2区補欠選挙に自由民主党公認で出馬。約1万票差で岸本光造の息子の岸本健を破り初当選。
2005年9月、第3次小泉内閣で国土交通大臣政務官（安全危機管理関係施策及び交通関係施策、航空関係事務の担当）に就任。
2009年3月、麻生内閣で財務副大臣に就任。同年8月の第45回衆議院議員総選挙では、和歌山2区で民主党新人の阪口直人に敗れたが、重複立候補していた比例近畿ブロックで復活し、4選。
2012年の自由民主党総裁選挙後には、初当選以来所属していた山崎派を退会した。同年12月の第46回衆議院議員総選挙で阪口を破り5選（阪口も比例復活）。選挙直後の12月27日、衆議院法務委員長に就任。
2014年12月の第47回衆議院議員総選挙で、阪口に比例復活を許さず6選。
2016年8月、自民党道州制推進本部長に就任。2017年10月の第48回衆議院議員総選挙で7選。
2018年10月2日、第4次安倍改造内閣にて総務大臣に就任。
2021年10月31日、第49回衆議院議員総選挙で8選。2022年1月、宏池政策研究会に入会した。
2024年10月27日の第50回衆議院議員総選挙では、小選挙区の区割り変更に伴い比例近畿ブロック単独2位で出馬し9選。
2025年7月21日、参院選和歌山選挙区で自民党公認候補の二階伸康が無所属の望月良男に敗れたことを受け、県連会長の辞表を提出。

## 政策
- アベノミクスを評価する[12]。
- 原発は日本に必要[12]。
- 特定秘密保護法は日本に必要[12]。
- 選択的夫婦別姓制度導入に反対[13][14]。
- NHKの放送を契約者だけが見られるようにする「スクランブル化」に反対[15]。
- たばこ税の増税に反対しており、2010年の財務金融委員会で提出された「公平性を欠くたばこ税増税反対に関する請願」の紹介議員に名を連ねている[16]。

## 政治献金
- 道路特定財源を資金源とする道路運送経営研究会（道路特定財源の一般財源化に反対している）から献金を受けている[17]。

## 不祥事

### 公職選挙法違反問題
- 2014年12月の第47回衆議院議員総選挙において、石田の選挙運動員が、有権者に電話で投票を依頼した女性らに現金で報酬を渡したとして、公職選挙法違反（買収）容疑で逮捕された[18]。

## 人物
- 2014年の第186回国会において、大臣、副大臣、政務官、補佐官、議長、副議長、委員長のいずれの要職にもついていなかったのみならず、質問、議員立法、質問主意書提出のいずれもなかったことが指摘された[19][17]。

## 所属団体・議員連盟
- 自民党たばこ議員連盟[20]
- ボーイスカウト振興国会議員連盟
- 神道政治連盟国会議員懇談会[21]
- みんなで靖国神社に参拝する国会議員の会[21]
- 日韓議員連盟
- 高速道路建設推進議員連盟
- 北京オリンピックを支援する議員の会
- トラック輸送振興議員連盟
- 日朝国交正常化推進議員連盟
- TPP交渉における国益を守り抜く会

## 選挙歴
| 当落 | 選挙                       | 執行日         | 年齢 | 選挙区               | 政党       | 得票数    | 得票率 | 定数 | 得票順位 /候補者数 | 政党内比例順位 /政党当選者数 |
| ---- | -------------------------- | -------------- | ---- | -------------------- | ---------- | --------- | ------ | ---- | ------------------ | ---------------------------- |
| 当   | 1983年和歌山県議会議員選挙 | 1983年4月10日  | 30   | 海南市・海草郡選挙区 | ーー       | ーー票    | ーー   | ー   | ー/ー              | /                            |
| 当   | 1987年和歌山県議会議員選挙 | 1987年4月12日  | 35   | 海南市・海草郡選挙区 | ーー       | ーー票    | ーー   | ー   | ー/ー              | /                            |
| 当   | 1991年和歌山県議会議員選挙 | 1991年4月7日   | 38   | 海南市・海草郡選挙区 | ーー       | ーー票    | ーー   | ー   | ー/ー              | /                            |
| 当   | 1995年旧海南市議員選挙     | 1995年4月23日  | 43   | ーー                 | ーー       | ーー票    | ーー   | 1    | 1/ー               | /                            |
| 当   | 1999年旧海南市議員選挙     | 1999年4月25日  | 47   | ーー                 | ーー       | ーー票    | ーー   | 1    | 1/ー               | /                            |
| 当   | 第42回衆議院議員補欠選挙   | 2002年4月28日  | 50   | 和歌山県第2区        | 自由民主党 | 7万1631票 | 49.36% | 1    | 1/3                | /                            |
| 当   | 第43回衆議院議員総選挙     | 2003年11月09日 | 51   | 和歌山県第2区        | 自由民主党 | 7万7102票 | 50.97% | 1    | 1/3                | /                            |
| 当   | 第44回衆議院議員総選挙     | 2005年09月11日 | 53   | 和歌山県第2区        | 自由民主党 | 8万8915票 | 54.07% | 1    | 1/3                | /                            |
| 比当 | 第45回衆議院議員総選挙     | 2009年08月30日 | 57   | 和歌山県第2区        | 自由民主党 | 7万1343票 | 43.35% | 1    | 2/3                | 5/9                          |
| 当   | 第46回衆議院議員総選挙     | 2012年12月16日 | 60   | 和歌山県第2区        | 自由民主党 | 7万2957票 | 52.65% | 1    | 1/4                | /                            |
| 当   | 第47回衆議院議員総選挙     | 2014年12月14日 | 62   | 和歌山県第2区        | 自由民主党 | 7万1167票 | 56.31% | 1    | 1/3                | /                            |
| 当   | 第48回衆議院議員総選挙     | 2017年10月22日 | 65   | 和歌山県第2区        | 自由民主党 | 7万5772票 | 58.35% | 1    | 1/4                | /                            |
| 当   | 第49回衆議院議員総選挙     | 2021年10月31日 | 69   | 和歌山県第2区        | 自由民主党 | 7万9365票 | 57.74% | 1    | 1/3                | /                            |
| 当   | 第50回衆議院議員総選挙     | 2024年10月27日 | 72   | 比例近畿ブロック     | 自由民主党 | ーー票    | ーー   | 28   | /                  | 2/6                          |